# Hans Kragh-Jacobsen
Hans Kragh-Jacobsen (* 21. Juni 1945 in Kopenhagen) ist ein dänischer Schauspieler, Regisseur und Drehbuchautor.

## Leben
Hans Kragh-Jacobsen wuchs als Sohn von Poul Kragh-Jacobsen († 1992) und dessen Frau Elise Kragh-Jacobsen († 1984) in Kopenhagen auf, wo er bis heute lebt. Sein Cousin ist der Regisseur Søren Kragh-Jacobsen.
Er wirkte ab seinem 16. Lebensjahr in Spielfilmen mit. Nach seinem Schulabschluss absolvierte er von 1963 bis 1966 seine Schauspielausbildung an der Staatlichen Theaterhochschule in Kopenhagen. Als Bühnendarsteller wirkte er in mehreren Theaterstücken, Musicals und in Kabarett-Programmen mit, so unter anderem auch am Königlichen Theater Kopenhagen, am Folketeatret, am Odense Teater, am Aarhus Teater oder am Theater Helsingør. Er wirkte als Schauspieler vor der Kamera bislang in mehr als 20 Film-und-Fernsehproduktionen mit. Er führte bei mehreren Spielfilmen die Regie und ist als Drehbuchautor für Fernsehserien tätig. Nebenbei ist er auch als Synchronsprecher für Zeichentrickfilme tätig.
Hans Kragh-Jacobsen ist seit Januar 1981 mit der Choreografin Rhea Leman (* 1954) verheiratet.

## Filmografie (Auswahl)
- 1961: Frihed - Det bedste guld
- 1965: Format 18 × 24
- 1981: Gummitarzan
- 1981: Belladonna
- 1984: Nissebanden (Fernsehserie)
- 1988: Eine ungewöhnliche Entführung
- 1990: Sirup
- 1998: Hjerteflimmer
- 2009: Tralala